# Migration
Migration – krótkometrażowy film indyjski wyreżyserowany w 2007 roku przez kanadyjsko-indyjską reżyserkę Mirę Nair, autorkę The Namesake i Monsunowe wesele. W rolach głównych Shiney Ahuja, Irrfan Khan, Sameera Reddy i Raima Sen. Film jest jednym z czterech filmów wyreżyserowanych przez sławnych indyjskich reżyserów w ramach zapobiegania AIDS (pozostałe filmy to Blood Brothers Vishal Bhardwaja, Positive Farhan Akhtara i Prarambha Santosha Sivana)

## Obsada
- Shiney Ahuja	 ... 	Birju
- Tanvi Azmi
- Satish Kaushik
- Irrfan Khan	... 	Abhay
- Arjun Mathur	... 	Imran
- Sachin Naik	... 	Birju
- Nimesh	 ... 	przyjaciel Birju
- Vijay Raaz	... 	bierze udział w agitacji przeciw AIDS
- Sameera Reddy	... 	Divya
- Raima Sen	 ... 	Yamuna